# ディプライブ
ディプライブ（Deprive,本名：岡添　明　オカゾエ　アキラ　1979年11月3日-）は、日本(東京）とシカゴ（イリノイ州オークパーク区マディソンストリート地区）で活動する邦人ラッパー。
シカゴ西部を代表するラップグループ「The cloth 」（通称ザ・クロス）のメンバーであり、リーダー格でもある。

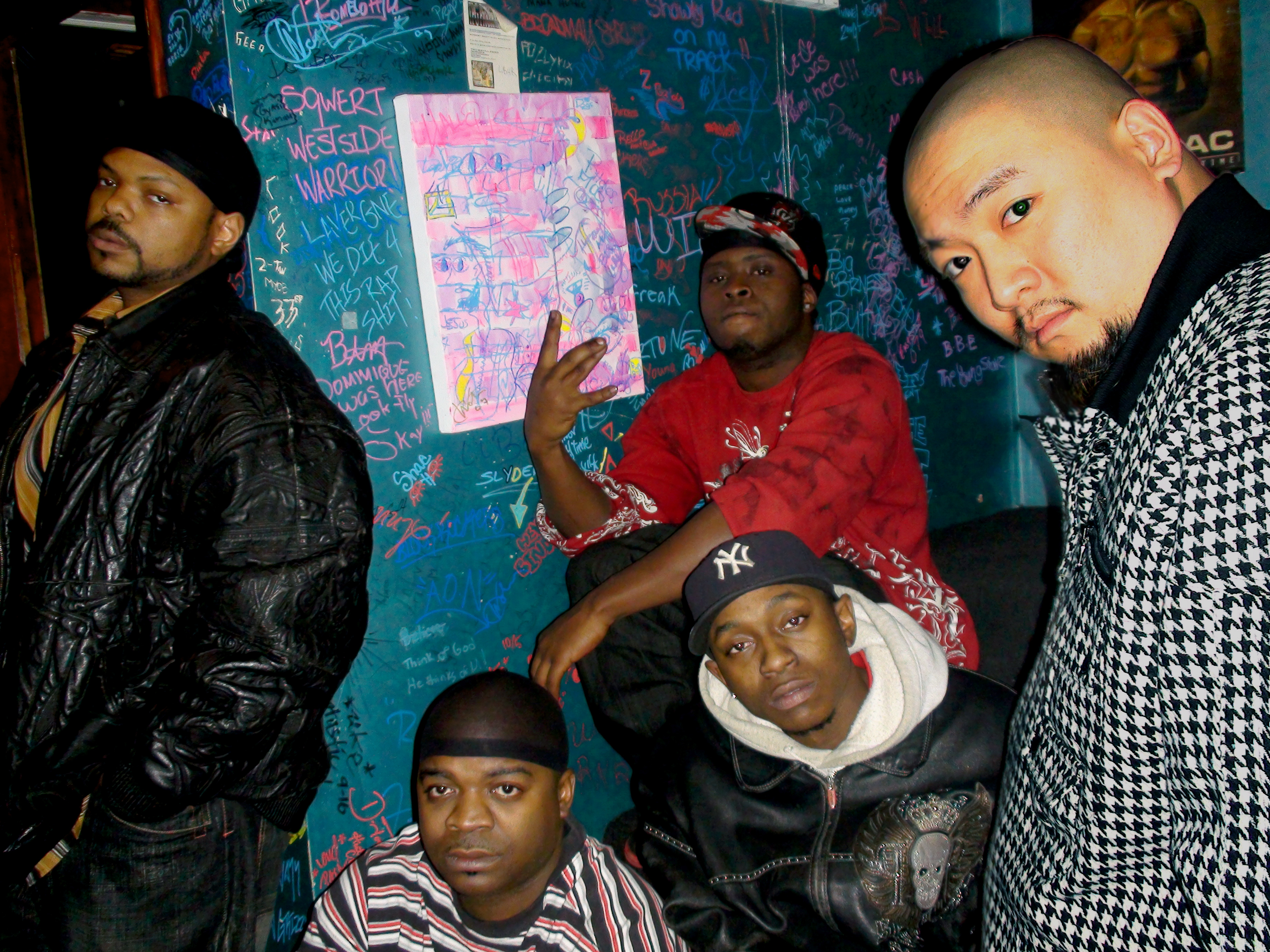
The cloth(JONES, T.WIL, RELL, D TOUR, Deprive)

また、東京ではSHARKとDJ URON と共にラップグループ「UNBREAKABLE」アンブレイカブル（通称アンブレ）のメンバーでもある。

## 経歴
| 年   | 活動内容 |
| ---- | --- |
| 1996 | ラッパー（当時16歳）としてのキャリアをスタート。 |
|      | 当時、彼の幼馴染であったKAZ（現ノースコーストバッドボーイズのオリジナルメンバー）に「無理やりラップをやらされた事がきっかけであった」とHIP HOP SAIZENSENのインタビューで答えている。 |
| 1997 | 自主制作で1ST アルバム "nonphixion"リリース。 |
|      | 単身サンフランシスコへ渡米する。 |
|      | 帰国後、自主制作で2ND アルバム"You like"リリース。 |
|      | シカゴに渡米する。（当時17歳） |
| 1998 | 帰国後、自主制作で3RD アルバム"juvenile a is dead"リリース。（この時、初の英詞） |
|      | シカゴに渡米。 |
| 1999 | 帰国後 自主制作で4TH アルバム"Guess Who？"リリース。（アルバム中8割が英詞） |
| 2000 | NEVA EVER所属のシカゴアンダーグランドレーベル、NIGHT SCOPE ENTとマネージメント契約を締結。 |
| 2003 | NIGHT SCOPE ENTとの契約解除。 |
|      | シカゴで自身初のレコードレーベル、Sun-Moon ENTERTAINMENT （サンムーンエンターテイメント）を設立。 |
| 2005 | 韓国のIT企業「HYUNDAI TELECOM」とスポンサー契約を締結。 |
|      | シカゴのレーベル Dusty Groove ink とアメリカ国内独占販売契約を締結。 |
|      | 自身のレーベルから初のアルバム"CHI TOWN CONFERENCE"日米同時リリース。 |
| 2006 | 渋谷テレビとスポンサー契約を締結。 |
|      | 渋谷大型ビジョンにてミュージックビデオが放映される。 |
|      | 初のドキュメンタリーDVD "GUESS WHO`S BACK?" をアメリカでリリース。同時にアルバム中の曲、"NO JUSTICE"と"UNDER DONGS is MY LIFE"のミュージックビデオとドキュメンタリーDVD "GUESS WHO`S BACK?"がCabrini–Greenで撮影された事で、シカゴ中の話題になる。（当時、ホームレスによるDVD手売り3000枚が僅か10日でSOLD OUTした） |
| 2007 | シカゴのラジオ番組 "chi radio" にて、「アメリカでもっとも危険なプロジェクト」として有名だったCabrini–Greenで認められた日本人として紹介された。 |
|      | 京都の友禅で知られるデニムリメイクファクトリーICHINOIと初コラボが実現。（企業ロゴもDepriveがプロデュース）。同時期に、新宿髙島屋にて、友禅の展示会に出展され話題になる。（この時、ミスユニバースで世界一になった知花くららのデニムも出展されていた）                                                                |
|      | 国内レーベルJMS（ジャパンミュージックシステム）と日本国内独占販売契約を締結。そして、同時に6ND アルバム"International Thug"が日米同時発売される。アメリカ国内にて、僅か6日で5万枚を売り切る。 |
| 2008 | DOCOMO PRESENTS J-TRIP BARに、HIP HOP MCとして初のゲスト出演をする。 |
|      | 渋谷ダンススクールBEASTARのCMソングに抜擢される。 |
|      | 7TH アルバム"No sunshine"を日米同時リリース。（初のweb shop限定販売） |
|      | TOYS メーカー「株式会社ORGANIC」とマネージメント契約を締結。 |
| 2009 | 株式会社ORGANICと契約解除。 |
|      | 自身初のアパレルブランド「CREAM」設立と同時に、オンラインショップ"The V.I.P section boutique"をオープン。 |
| 2010 | EDDIE G 1ST アルバム"BREAKFAT IN AMERICA"で、"BREAKFAST IN AMERICA"と"Camouflage"にて客演。 |
| 2012 | アンリリース曲だけを集めた8TH アルバム"Coming back"とThe cloth 1ST アルバム"Thirsty city"を同時リリース。 |
| 2013 | UNBREAKABLE 1ST アルバム"IN THE RAIN"リリース。 |
|      | UNBREAKABLE シングル「雨のち金」リリース。（客演にRAW-T、壽） |
| 2015 | 自身初のLINEスタンプ「ディプライブ名言集」リリース。 |
|      | 毛皮専門店U-BIGのweb site とweb shop のデザインプロデュース。 |
|      | 毛皮専門店U-BIGのモデル撮影プロデュース。（同時にYouTubeにてCM動画が放映される） |
|      | LINEスタンプ「UNBREAKABLE-Vol.1」リリース。 |
| 2018 | LINEスタンプ「Dep-Panda来日」リリース。 |
|      | 7TH アルバム「No sunshine」からのシングル"Ghetto"リリース。 |
|      | 9THアルバムからの先行シングル"THE GATE"リリース。 |
|      | LINEスタンプ「動くよDeprive-Pandaの極上お騒がせ中」リリース。 |
| 2019 | 小垣監督（東京映像）の映画「忘却の秘め事」にて館当主・浅井繁博（あさい しげひろ）役で俳優デビュー。 |
|      | 7TH アルバム"No sunshine"からのシングル"No sunshine"リリース。 |

## 私生活
1979年に静岡県に生まれる。
その後、京都　奈良　高松　札幌　東京と日本中を転勤で回る。
シカゴでの愛称は「AJ」。日本での愛称は「ディプ」と呼ばれている。
ディプライブは、かなりの愛犬家としても知られている。
実際に、自分の愛犬（ドン君）もドッグセーバーから引き取っている。

## 家族
父・母・兄と入れて4人家族である。
母親は、8ヶ国語を喋り兄は北京語と日本語のバイリンガルである。
そして、彼の父親は、米大リーグスタイルの球場を目指し「ボールパーク構想」や「契約金0円選手」など斬新なアイディアを出した事で有名なオリックスの元球団社長　岡添裕（オカゾエ　ユタカ）である。（当時、イチローをシアトルマイナーズに移籍させた事でも有名である）

## 交友関係
シカゴでは、ギャングとの密接な関係にある。
その中でも、特にFolk Nation（フォークネイション）のGangster Disciples（通称ジーディー）の正式メンバーであった事もDVD "GUESS WHO`S BACK?" で語られている。
しかし、それだけではない。
ディプライブが、渡米し当時よく集まっていた場所clark/LakeやWacker drive）では様々なホームレスやギャングなどが交差し商売の根城になっていた。
そこで、可愛がられていた日本人がまさにディプライブであった。
Depriveのバックグランドには、現Sun-Moon ENTERTAINMENTのCEO&PRESIDENTENTのJW(只今、殺人罪で州刑務所に服役中）を筆頭に、その他People Nation（ピープルネーション）のBlack P Stone nation(通称ビーピーエスエヌ）・Vice Lords（バイスローズ）・Latin Kings（ラティーノキングス）などがいる。
そして、同時に「彼を守っている」とも言われている。
この話は、JW本人がDVD "GUESS WHO`S BACK?" にて実際にその経緯を語っている。
その中でも、彼の同レーベルのダンサーFX（只今、殺人罪で州刑務所に服役中）の兄はプエルトリカンで構成されているギャングMickey Cobras（ミッキーコブラズ）の幹部であった。
そのため、ディプライブが入っていたギャング組織と別ではあったが彼のセキュリティーをやっていたとDVD"GUESS WHO`S BACK?"のインタビューでFXが実際に語っている。

## アートワークス

### アルバム
| 発表年 | タイトル                                                                    |
| ------ | --------------------------------------------------------------------------- |
| 1997   | nonphixion                                                                  |
|        | You like                                                                    |
| 1998   | juvenile a is dead                                                          |
| 1999   | Guess Who？                                                                 |
| 2005   | CHI TOWN CONFERENCE                                                         |
| 2007   | International Thug                                                          |
| 2008   | No sunshine                                                                 |
| 2009   | BREAKFAT IN AMERICAで BREAKFAST IN AMERICA , Camouflage にて客演（EDDIE G） |
| 2012   | Coming back                                                                 |
|        | Thirsty city（ The cloth ）                                                 |
| 2013   | IN THE RAIN（UNBREAKABLE）                                                  |

### シングル
| 発表年 | タイトル                  |
| ------ | ------------------------- |
| 2013   | 雨のち金（UNBREAKABLE）   |
| 2018   | The cheese（UNBREAKABLE） |
|        | Ghetto                    |
|        | THE GATE                  |
| 2019   | No sunshine               |

### フィルモグラフィ
| 発表年 | タイトル                           | 役名                                |
| ------ | ---------------------------------- | ----------------------------------- |
| 2006   | ドキュメンタリー GUESS WHO`S BACK? |                                     |
| 2019   | 忘却の秘め事                       | 館当主・浅井繁博（あさい しげひろ） |

### YouTube
| 公開年 | タイトル                       |
| ------ | ------------------------------ |
| 2010   | UNBREAKABLE Vol.1              |
|        | UNBREAKABLE Vol.2              |
|        | UNBREAKABLE Vol.3              |
|        | UNBREAKABLE Vol.4              |
|        | UNBREAKABLE Vol.5              |
|        | UNBREAKABLE Vol.6              |
|        | UNBREAKABLE Vol.7              |
| 2011   | UNBREAKABLE Vol.8              |
|        | UNBREAKABLE Vol.9              |
|        | UNBREAKABLE Vol.10             |
| 2012   | UNBREAKABLE Vol.11             |
|        | UNBREAKABLE Vol.1（シーズン2） |

### ミュージックビデオ
| 発表年 | タイトル                                                      |
| ------ | ------------------------------------------------------------- |
| 2006   | No Justice                                                    |
|        | Under dogs is my life                                         |
| 2009   | The cloth                                                     |
|        | Coming back.The cloth(Deprive,T.WIL）                         |
|        | Make da gun sound Feat Marcelis                               |
| 2010   | S.S.M（Star.Sun.Moon）The cloth（Deprive,T.WIL）              |
|        | VIP                                                           |
|        | 24bars to kill International thug Remix（Deprive,KNZZ,SHARK） |
|        | The dirty cash.UNBREAKABLE                                    |
|        | SADISTIC KILLERZ.UNBREAKABLE                                  |
| 2011   | ICE AGE.UNBREAKABLE                                           |
|        | 推定無罪.UNBREAKABLE,G.O（ICE DYNASTY）,TKS(DRAMATIC MC`S）   |
| 2012   | Alone.The cloth                                               |
|        | Battle feild hood                                             |
|        | UNBREAKABLE.UNBREAKABLE Feat D TOUR,KNZZ                      |
|        | Gangsta tales.The cloth                                       |
| 2013   | 秩序と損害.UNBREAKABLE                                        |
|        | 雨のち金.UNBREAKABLE Feat 寿（LUCK-END),RAW-T（ICE DYNASTY）  |
| 2015   | Blasphemy                                                     |
| 2016   | The J caption                                                 |
| 2017   | The cheese.UNBREAKABLE feat KNZZ,迷子                         |
|        | 罪の都.UNBREAKABLE                                            |